# Wise Care 365
Wise Care 365, dezvoltat de WiseCleaner.com, este un program utilitar freeware folosit pentru a ajuta la gestionarea, întreținerea, optimizarea, configurarea și depanarea unui sistem informatic  care rulează Windows. Se pot curăța intrările de registru nevalide Windows, fișiere inutile, poate defragmenta și optimiza registrul și discul unui calculator, etc Acesta prevede, de asemenea, unele instrumente utile, cum ar fii  Wise Data Recovery (recuperare de date), Wise Folder Hider (ascundere de dosare), etc

## Caracteristici
- Curăță, defragmentează și optimizează Registrul Windows.
- Eliberează spațiu pe disc.
- Protejează intimitatea prin ștergerea datelor cu caracter personal de urmărire.
- Previne utilizarea neautorizată a aplicațiilor personale.
- Opțiuni precum "Optimizare într-un singur clic " disponibile pentru a optimiza PC-ul.

## Părerile criticilor de specialitate
Wise Care 365 a fost inclusă în CHIP.de și a obținut un rating de 5 stele de la Editor-ul CHIP. [